# Cerithium citrinum
Cerithium citrinum is een slakkensoort uit de familie van de Cerithiidae. De wetenschappelijke naam van de soort is voor het eerst geldig gepubliceerd in 1855 door Sowerby II.

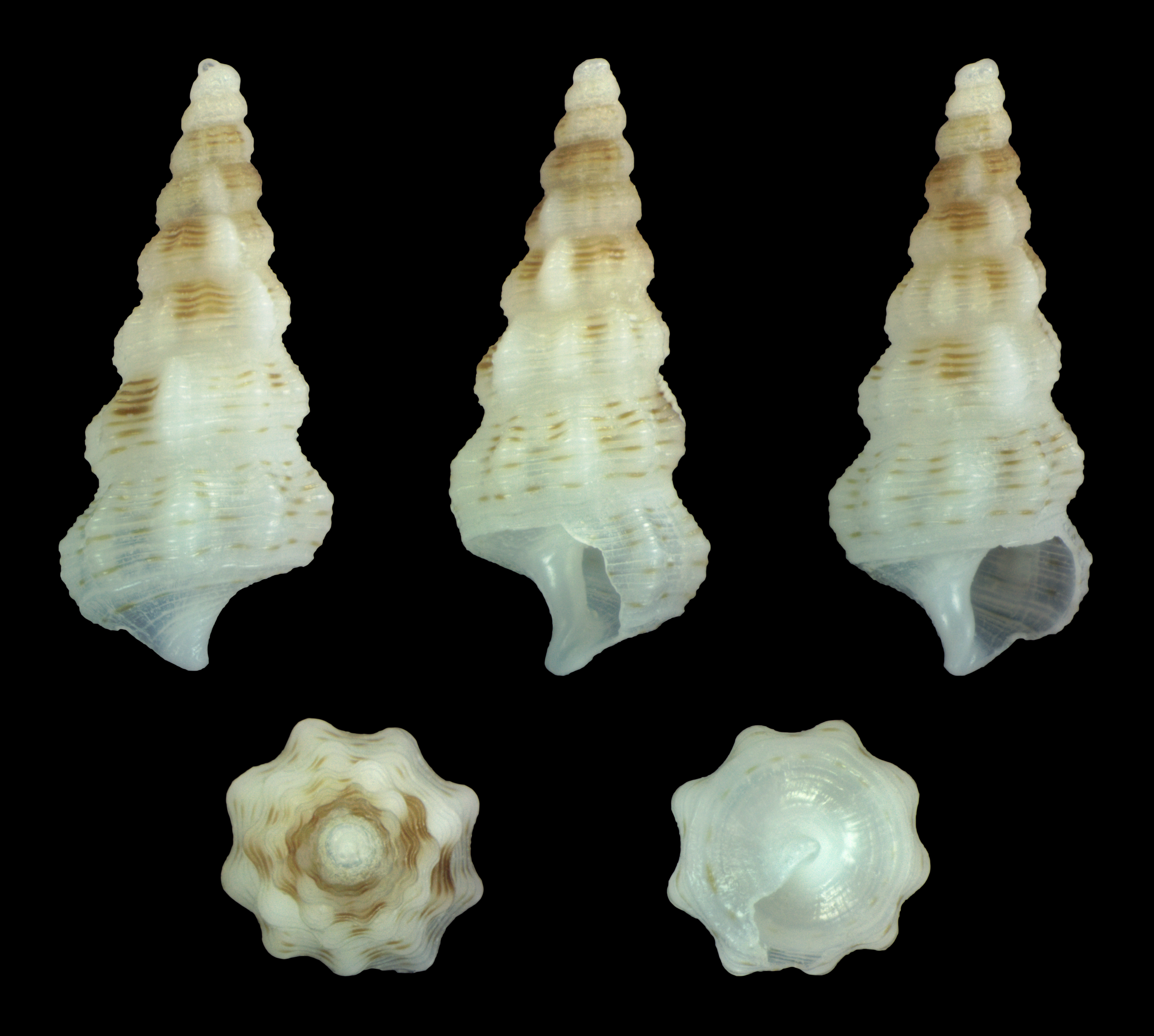
Jeugdig